# لبه کناری فوق کوندیل استخوان بازو
ستیغ کناری فوق کندیل یا لبه کناری فوق کندیل (به انگلیسی: Lateral supracondylar ridge)، یک حاشیه برجسته و ناهموار در قسمت پایینی مرز جانبی استخوان بازو است. سمت قدام این لبه منشأ اکستانسورهای ساعد، از جمله عضله براکیورادیالیس در بالا، و عضله اکستانسور کارپی رادیالیس لونگوس در زیر می‌باشد. سطح خلفی ان محل چسبندگی عضله سه سر بازویی بوده و همچنین یک برجستگی میانی برای اتصال سپتوم بین عضلانی جانبی ایجاد می‌کند.

## اهمیت بالینی
ستیغ کناری فوق کوندیل ممکن است در شکستگی سوپرا کوندیلر استخوان بازو که در کودکان شایع است شکسته شود.